# 鳴海丈
鳴海 丈（なるみ たけし、1955年10月30日 - ）は、日本の作家、脚本家。山形県米沢市出身。西南学院大学法学部卒業。

## 略歴
シナリオ、ライトノベル、時代小説、官能小説、ハードボイルド、漫画原作、とジャンルを問わずに活躍している。
特撮テレビドラマ『超電子バイオマン』第42話でシナリオ・デビュー。初期はコバルト文庫でファンタジー小説を書いていたが、『聖痕者ユウ』執筆中に乞われてひそかに書いていたアダルト小説『修羅之介斬魔劍』が編集者に発覚し、コバルト文庫をクビになる。その後、数年間はアダルト時代小説ばかりを書いていたが、現在は現代物にも手を広げている。週刊少年チャンピオンで連載の『伝鬼活人剣』で漫画原作者デビュー。
相当な時代劇ファンで、往年の時代劇映画の影響を大きく受けている。とくに時代小説の男性主人公は『眠狂四郎』、『若さま侍』、『必殺仕掛人』、『木枯らし紋次郎』に大別される。脇役を含めてパターン化されたキャラクター作りに、東映のスター時代劇映画の影響がうかがえる。
「灰とダイヤモンド」で第14回「小説ジュニア」青春小説新人賞佳作を受賞。『ガラスの少年』で第5回講談社少女まんが原作賞受賞。

## ライトノベル
- 『オーディーン 光子帆船スターライト』（原案：西崎義展、集英社文庫コバルトシリーズ、1985年8月初版）
- 『聖痕者ユウ』（集英社文庫コバルトシリーズ）

1. 「薔薇のストレンジャー」（1985年11月初版）
2. 「黄金のプリンセス」（1986年3月初版）
3. 「純白のラビリンス」（1986年12月15日初版）
4. 「覇王のタブレット」（1988年3月初版）

- 『虹の鯨とアップルパイ』（集英社文庫コバルトシリーズ、1986年5月初版）
- 『ほほにかかる涙』（集英社文庫コバルトシリーズ、1986年9月初版）
- 『やさしい悪魔―夜の訪問者』（集英社文庫コバルトシリーズ、1987年6月初版）
  - 『やさしい悪魔〈2〉イミテイション・ゴールド』（集英社文庫コバルトシリーズ、1989年5月）
- 『緋牡丹警察2‐O』（アニメージュ文庫、徳間書店、1987年7月初版）
- 『サンダーロード』（アニメージュ文庫、徳間書店、1989年4月30日初版）
- 『神戦隊ノアフォース〈第1部〉ラスプーチン邪教団を倒せ！』（角川文庫、8月初版）
- 『大江戸えいりあん草紙』（集英社文庫コバルトシリーズ、1988年8月初版）
- 『かげろう闘魔変』（スーパーファンタジー文庫、集英社、1992年1月）
- 『完殺者真魅』（ジェノサイダーまみ）全2巻（JUMP jBOOKS、集英社、1993年4月初版）
- 『ダークハンター』（角川スニーカー文庫、1993年12月初版）
  - 『メサイアの血 ダークハンター』（角川スニーカー文庫、1994年10月初版）

## 時代小説
原則として刊行順。キャラクターものはシリーズごとに纏める。（）内は、発行時のタイトル。

### 修羅之介斬魔劍
- 『修羅之介斬魔劍』
  - 第1部 江戸編1「死鎌紋の男」
    - カドカワ・ノベルズ、角川書店、1990年3月初版
    - 徳間文庫、徳間書店、1996年初版

  - 第1部 江戸編2
    - カドカワ・ノベルズ、角川書店
    - 徳間文庫、徳間書店、1997年初版

  - 第1部 江戸編3「正雪流手裏剣術」
    - カドカワ・ノベルズ、角川書店、1990年8月初版
    - 徳間文庫、徳間書店、1997年初版

  - 第1部 江戸編4「寛永御前試合」
    - カドカワ・ノベルズ、角川書店、1991年初版
    - 徳間文庫、徳間書店、1997年初版

  - 第1部 江戸編5
    - カドカワ・ノベルズ、角川書店
    - 徳間文庫、徳間書店、1997年初版

### 卍屋シリーズ
- 『卍屋龍次無明斬り』
  - 桃園新書、桃園書房、1991年6月初版
  - 角川文庫ハードロマン、角川書店、1996年7月初版
  - 徳間文庫、徳間書店、1999年9月初版
  - 学研M文庫、学習研究社、2003年12月初版
- 『卍屋龍次地獄旅』
  - 桃園新書、桃園書房、1992年6月初版
  - 角川文庫、角川書店、1996年11月初版
  - 徳間文庫ハードロマン、徳間書店、1999年11月初版
  - 学研M文庫、学習研究社、2004年1月初版
- 『卍屋龍次修羅街道』
  - 桃園新書、桃園書房、1993年9月初版
  - 徳間文庫、徳間書店、2000年1月初版
  - 学研M文庫、学習研究社、2004年4月初版（卍屋龍次血煙り道中）
- 『卍屋麗三郎 妖華篇』　- 『卍屋龍次』シリーズの姉妹編。
  - ジョイ・ノベルス、実業之日本社、1997年初版（卍屋麗三郎妖花斬り）
  - 学研M文庫、学習研究社、2001年10月初版
- 『卍屋麗三郎 斬鬼篇』
  - ジョイ・ノベルス、有楽出版社、1998年3月初版（独眼龍謀反状 卍屋麗三郎・死闘篇）
  - 学研M文庫、学習研究社、2001年12月初版

### 夜霧のお藍
- 『夜霧のお藍秘殺帖 外道篇』
  - 有楽出版社、1994年3月初版（外道狩り 夜霧のお藍処刑控え）
  - 飛天文庫、飛天出版、1996年6月初版（夜霧のお藍淫殺帖 外道篇）
  - 徳間文庫、徳間書店、2000年7月初版
- 『夜霧のお藍秘殺帖 鬼哭篇』
  - 有楽出版社、1994年6月初版（外道狩り 夜霧のお藍処刑控 2）
  - 飛天文庫、飛天出版、1996年12月初版（夜霧のお藍淫殺帖 鬼哭篇）
  - 徳間文庫、徳間書店、2000年8月初版
- 『夜霧のお藍復讐剣 非情篇』
  - 徳間文庫、徳間書店、2001年8月初版
- 『夜霧のお藍復讐剣 愛斬篇』
  - 徳間文庫、徳間書店、2001年9月初版

### 炎四郎外道剣
- 『炎四郎外道剣 血涙篇』
  - 桃園書房、1994年9月初版（炎四郎外道剣）
  - 桃園文庫、桃園書房、1998年3月初版（炎四郎外道剣）
  - 光文社時代小説文庫、光文社、2002年1月初版
- 『炎四郎外道剣 非情篇』
  - 桃園書房、1995年6月初版（邪淫殺法 炎四郎外道剣2）
  - 桃園文庫、桃園書房、1998年4月初版（邪淫殺法 炎四郎外道剣2）
  - 光文社時代小説文庫、光文社、2002年4月初版
- 『炎四郎外道剣 魔像篇』
  - 桃園書房、1995年12月初版（魔像狩り 炎四郎外道剣3）
  - 桃園文庫、桃園書房、1998年6月15日初版（魔像狩り 異色時代活劇炎四郎外道剣3）
  - 光文社時代小説文庫、光文社、2002年7月初版

### 大江戸美女ちらし
- 『大江戸美女ちらし 野望篇』
  - 有楽出版社、1996年9月初版（花のお江戸のでっかい奴 色道篇）
  - 徳間文庫、徳間書店、1999年1月初版
- 『大江戸美女ちらし 奮闘篇』
  - 有楽出版社、1996年12月初版（花のお江戸のでっかい奴 絶倫篇）
  - 徳間文庫、徳間書店、1999年3月初版

### お通夜坊主龍念
- 『お通夜坊主龍念 極悪狩り』
  - ジョイ・ノベルス、有楽出版社、1996年11月初版（お通夜坊主龍念事件帖）
  - 青樹社文庫、青樹社、1999年8月初版
  - 徳間文庫、徳間書店、2002年6月初版
- 『お通夜坊主龍念 無法狩り』
  - ジョイ・ノベルス、有楽出版社、1997年11月初版
  - 青樹社文庫、青樹社、2000年1月初版
  - 徳間文庫、徳間書店、2002年10月初版

### 彦六捕物帖
- 『彦六捕物帖 外道編』
  - 桃園新書、桃園書房、1997年1月初版（女斬り―ヒモ六捕物帖）
  - 光文社時代小説文庫、光文社、2000年12月初版
- 『彦六捕物帖 凶賊編』
  - 桃園新書、桃園書房、1998年7月初版（凶賊の牙―彦六捕物帖）
  - 光文社時代小説文庫、光文社、2001年7月初版

### 処刑人シリーズ
- 『処刑人魔狼次』
  - 徳間文庫、徳間書店、1998年1月初版
- 『処刑人魔狼次 死闘篇』
  - 徳間文庫、徳間書店、2001年3月初版

### 艶色五十三次
- 『艶色五十三次―若殿様女人修業篇』
  - 徳間文庫、徳間書店、1998年7月初版
- 『艶色五十三次―若殿様美女づくし篇』
  - 徳間文庫、徳間書店、1998年9月初版

### ものぐさ右近シリーズ
- 『ものぐさ右近風来剣』
  - 光文社時代小説文庫、光文社、2001年3月20日初版
- 『ものぐさ右近酔夢剣』
  - 光文社時代小説文庫、光文社、2002年10月初版
- 『ものぐさ右近義心剣』
  - 光文社文庫、光文社、2005年10月12日初版
- 『さすらい右近無頼剣』 - 「ものぐさ右近」の前日談。右近がまだ諸国をさすらっていた頃の物語。
  - 光文社文庫、光文社、2007年10月11日初版
- 『ものぐさ右近多情剣』
  - 光文社時代小説文庫、光文社、2008年9月9日初版

### 娘同心シリーズ
- 『娘同心七変化　辻斬り牡丹』
  - 廣済堂出版、2011年12月初版
- 『娘同心七変化　謎の黄金観音』
- 『娘同心七変化　毒蛇魔殿』

### あやかし小町
- 『あやかし小町  大江戸怪異事件帳』（蔵の中）
  - 廣済堂出版、2016年3月初版
- 『あやかし小町  鬼砲』
- 『あやかし小町  廻り地蔵』 - 20世紀のSF映画三部作『美女と液体人間』『電送人間』『ガス人間第一号』をモチーフにした異色連作[4]。
- 『あやかし小町  王子の狐』
- 『あやかし小町  どくろ舞』

### 若殿はつらいよ
コスミック出版、コスミック・時代文庫
1. 『松平竜之介艶色旅』2016年5月
2. 『松平竜之介江戸艶愛記』2016年8月
3. 『松平竜之介競艶剣』2016年11月
4. 『秘黒子艶戯篇』2017年5月
5. 『妖乱風魔一族篇』2017年9月
6. 『破邪剣正篇』2018年1月
7. 『龍虎激突篇』2018年7月
8. 『家康公秘伝』2019年3月
9. 『邪神艶戯』2019年9月
10. 『魔剣美女地獄』2020年2月
11. 『淫殺逆葵凶獣団』2020年6月
12. 『三日月城の美女』2021年2月

### その他
- 『独り寺社同心事件控 叛四郎降魔剣』
  - 広済堂ブルーブックス、廣済堂出版、1993年3月初版
  - 徳間文庫、徳間書店、1999年6月初版
- 『柳屋お藤捕物帳』
  - 時代小説捕物シリーズ、PHP研究所、1995年12月初版
  - PHP文庫、PHP研究所、2000年初版
  - 光文社文庫、光文社、2002年10月10日初版（柳屋お藤捕物暦）
- 『髪結新三事件帳』
  - 光文社時代小説文庫、光文社、1999年7月初版
- 『乱華八犬伝』
  - トクマ・ノベルズ、徳間書店、2004年11月19日初版（天の巻）
  - トクマ・ノベルズ、徳間書店、2004年12月19日初版（地の巻）
  - 徳間文庫、徳間書店、2007年9月初版
- 『闇目付・嵐四郎 邪教斬り』
  - 光文社文庫、光文社、2006年9月7日初版
- 『城之介征魔剣』
  - 学研M文庫、学習研究社、2007年9月11日初版
- 『乱愛剣法』
  - 学研M文庫、学習研究社、2008年9月9日初版
- 『べらんめぇ！―ふたり姫』
  - 徳間文庫、徳間書店、2008年10月3日初版
- 『ぼんくら武士道』
  - PHP研究所、2009年5月初版

## 現代小説
刊行順。
- 『殺されざる者』
  - 単行本、徳間書店、1998年9月初版
  - トクマ・ノベルズ、徳間書店、2000年12月初版
  - 徳間文庫、徳間書店、2005年2月初版
- 『悪漢探偵 濡れた標的篇』
  - トクマ・ノベルズ、徳間書店、1999年11月初版
  - 徳間文庫、徳間書店、2004年2月5日初版
- 『淫の収穫―悪漢探偵』
  - トクマ・ノベルズ、徳間書店、2000年2月初版（悪漢探偵 淫の収穫篇）
  - 徳間文庫、徳間書店、2004年3月初版
- 『乱愛の館』[1]
  - ウルフ・ノベルズ、学習研究社、2002年7月初版
  - 徳間文庫、徳間書店、2003年11月15日初版
- 『乱愛のオフィス』
  - トクマ・ノベルズ、徳間書店、2003年11月初版

## その他
- 『アニメ・キャラ大全集』
  - コバルト文庫、集英社、1983年1月初版
- 『「萌え」の起源』PHP新書、2009年9月初版 - 「変身するヒロイン」をキーワードに、日本のマンガ・アニメの原動力を考察する文化論。

## 漫画原作
- 『伝鬼活人剣』 作画：井荻寿一（デビュー作） 週刊少年チャンピオン連載
- 『武頼漢』 作画：木村知夫 週刊少年チャンピオン連載
- 『THE 武頼（サムライ）』 作画：細馬信一 コミックガイズ連載
- 『完殺者真魅（ジェノサイダー・マミ）』 作画：片倉政憲 月刊少年ジャンプ連載
- 『要塞学園』 作画：ヒロモト森一 月刊アフタヌーン連載
- 『若殿はつらいよ!』 作画：ケン月影 プレイコミック連載
- 『でっかい奴 －大江戸競艶伝－』 作画：ケン月影 プレイコミック連載
- 『美女斬り御免!!!』 作画：花小路ゆみ プレイコミック連載[5]
- 『パパは大モノ!』[6] 作画：大和正樹 プレイコミック連載

## 脚本
- 『超電子バイオマン』
- 『戦国奇譚妖刀伝』
- 『THE八犬伝』

## 参考資料
- 著者あとがき